# Arctolamia villosa
Arctolamia villosa is een keversoort uit de familie boktorren (Cerambycidae). De wetenschappelijke naam van de soort is voor het eerst geldig gepubliceerd in 1888 door Gestro.